# Heinrich Göll
Heinrich Gottlieb Göll (* 20. Februar 1796 in Tanna; † 5. Dezember 1879 in Schleiz) war ein deutscher Lehrer und Politiker.

## Leben
Göll war der Sohn des Schuhmachermeisters Christian Friedrich Göll aus Tanna und dessen Ehefrau Johanne Rosine geborene Schmidt. Göll, der evangelisch-lutherischer Konfession war, heiratete am 5. Juli 1821 in Tanna Caroline Wilhelmine Grebner (* 22. Februar 1801 in Schleiz; † 18. Juli 1869 ebenda), die Tochter des Gold- und Silberarbeiters Christian Erdmann Grebner in Schleiz.
Göll besuchte von 1809 bis 1811 die Volksschule in Tanna und dann das Gymnasium Rutheneum in Schleiz, wo er 1815 das Abitur ablegte. Von 1815 bis 1818 studierte er Theologie, Philosophie, Mathematik, Physik und Chemie in Leipzig und Jena. Nach dem Examen war er von 1818 bis 1820 Hauslehrer und wurde dann Erster Lehrer für Mädchenklassen im Gymnasium Rutheneum in Schleiz. Bis 1828 war er dort Tertius, bis 1856 Konrektor, bis 1869 Gymnasialdirektor und Erster Lehrer und dann Rektor. Am 16. September 1868 erhielt er den Titel Professor. Anfang 1877 schied er wegen eines Augenleidens aus dem Schuldienst aus. 1868 wurde er mit dem fürstlichen Zivil-Ehrenkreuz I. Klasse ausgezeichnet.

## Politik
Von 1859 bis 1862 war er stellvertretendes Mitglied und von 1868 bis 1870 Mitglied des Gemeinderates von Schleiz. Vom 2. Oktober 1848 bis zum 21. Dezember 1849 und vom 12. Februar 1852 bis zum 17. Juni 1854 war er Mitglied im Landtag Reuß jüngerer Linie. 1848/49 war er Schriftführer und 1852/53 Vizepräsident des Landtags. 